# Retratos en un mar de mentiras
Retratos en un mar de mentiras es una película dramática colombiana del 2010, dirigida, escrita y editada por Carlos Gaviria; está protagonizada por Paola Baldión, quien con este personaje (Marina) ganó el premio a la mejor actriz en el Festival de Cine de Guadalajara, 2009; y Julián Román. La película fue premiada a la mejor cinta iberoamericana. En el 2010 se presentó en el 22avo. Festival Internacional de Cine de Viña del Mar, donde obtuvo el Paoa (premio principal) a la Mejor Película, además del Premio del Jurado Joven.

## Sinopsis
Después de la muerte de su abuelo (Edgardo Román) en un alud de lodo, Jairo (Julián Román), un fotógrafo ambulante, y Marina (Paola Baldión), su prima amnésica y callada, deciden ir a recuperar la tierra de la que fueron desplazados años atrás. Viajan desde Bogotá a la Costa Caribe en un viejo y destartalado Renault 4. Durante el viaje Marina comienza a revivir su pasado traumático. Al llegar a su pueblo y anunciar que vienen por sus tierras, los paramilitares los secuestran.
Al intentar huir, Jairo es herido. Marina va a las ruinas de la casa de su familia buscando las escrituras que su abuelo enterró y allí revive la matanza de su familia. Ella vuelve con la escritura de sus tierras a donde Jairo que está agonizando. Ella lo lleva a morir al mar y arroja su cuerpo a este.

## Reparto
- Paola Baldión como Marina.
- Julián Román como Jairo.
- Edgardo Román como Nepomuceno.
- Valeria Fuentes como Marinita.
- Ana María Arango como Esperanza.
- Julia Marín como Gladys, modelo.
- Carolina Lizarazo como Madre de Marina.
- Carlos Hernández como Padre de Marina.
- Susana Rojas como Hermana de Marina.
- Harold Córdoba como Tendero nuevo.
- Roberto Barajas como Agente Gonzáles.
- Ricardo Niño como Agente Cabezas.
- José Pablo Díaz como Agente Zúñiga.
- Alberto Marulanda como "Shuassennager".
- Vladimir Espitia como Don Juan.
- Ramsés Ramos como Never, Jefe Paramilitar.
- Jorge Camargo como Jefe Paramilitar.